# Alfa Romeo Tipo A
Alfa Romeo Tipo A är en tävlingsbil, tillverkad av den italienska biltillverkaren Alfa Romeo 1931.

## Utveckling
Alfa Romeo hade dragit sig tillbaka från Grand prix racing efter säsongen 1926 och Vittorio Jano hade istället ägnat sig åt 6C-modellen. Under arbetet med den större 8C-modellen planerade företaget en comeback med denna, men Jano tvivlade på att den förhållandevis lilla bilen skulle vara konkurrenskraftig. Han arbetade därför vidare med Tipo B och i väntan på denna tillkom Alfa Romeo Tipo A.
För att kunna matcha bilar som Mercedes-Benz SSKL fick Tipo A dubbla drivlinor. Två motorer från 6C-1750 monterades sida vid sida i motorrummet. Dessa hade varsin växellåda som överförde kraften via varsin kardanaxel till bakaxeln. Eftersom föraren satt mellan de två kardanaxlarna var sittpositionen lägre än på äldre vagnar och lösningen med dubbla kardanaxlar följde med till Tipo B-modellen.

## Tekniska data
| Tekniska data         | Tipo A                                           |
| --------------------- | ------------------------------------------------ |
| Motor:                | 2 st 6-cylindriga radmotorer                     |
| Cylindervolym:        | 2x 1752 cm³                                      |
| Borrning x slaglängd: | 65 x 88 mm                                       |
| Max effekt:           | 2x 115 hk                                        |
| Ventilstyrning:       | 2 överliggande kamaxlar, 2 ventiler per cylinder |
| Överladdning:         | Roots-kompressor                                 |
| Växellåda:            | 2x 3-växlad manuell                              |
| Chassi:               | Lådbalksram                                      |
| Hjulupphängning:      | Stela axlar, längsgående bladfjäder              |
| Bromsar:              | Hydrauliska trumbromsar                          |
| Hjulbas:              | 280 cm                                           |
| Torrvikt:             | 930 kg                                           |
| Toppfart:             | 240 km/h                                         |

## Tävlingsresultat
Tipo A tävlade endast under säsongen 1931. Den komplicerade drivlinan ledde till problem med tillförlitligheten och bilen tog sig sällan i mål. Bästa resultatet kom vid Coppa Acerbo i Pescara, där Giuseppe Campari vann och med Tazio Nuvolari på tredje plats.